# Жоламан (станційне селище)
Жолама́н (каз. Жоламан) — місто, станційне селище у складі Кербулацького району Жетисуської області Казахстану. Входить до складу Жоламанського сільського округу.
У радянські часи селище було частиною села Жоламан. 2010 року до складу селища включене ліквідовано село Перевал Архарли (колишнє Карлигаш).
Населення — 114 осіб (2021; 214 у 2009, 224 у 1999, 388 у 1989).